# Cantonul Mazamet-Sud-Ouest
Cantonul Mazamet-Sud-Ouest este un canton din arondismentul Castres, departamentul Tarn, regiunea Midi-Pyrénées, Franța.

## Comune
| Comune      | Populație (1999) | Cod poștal | Cod INSEE |
| ----------- | ---------------- | ---------- | --------- |
| Aiguefonde  | 2 631            | 81200      | 81002     |
| Aussillon   | 6 865            | 81200      | 81021     |
| Caucalières | 297              | 81200      | 81066     |
| Mazamet     | 10 544 (1)       | 81200      | 81163     |